# 烟酰胺
烟酰胺（INN：nicotinamide，USAN：niacinamide）又称、尼克酰胺，是烟酸（维生素B3）的酰胺化合物，可在体内转变为NAD+或NADP+，在体内许多氧化还原反应中起传递氢离子和电子的作用。主要用于防治糙皮并口炎、舌炎，病态窦房结综合征，房室传导阻滞等问题。烟酰胺是一种水溶性维生素且是维生素B族中的一员。
烟酸可以在活体内被转变为烟酰胺，尽管这两种化合物都具有维生素效应，但烟酰胺较烟酸的药理学与毒性要小，这些效应会在烟酸的转变过程中产生。因此烟酰胺也不会像烟酸一样减少胆固醇或导致脸潮红。当成人每天摄入剂量多于3g时，会对肝脏产生毒性。在细胞中，烟酸被用于合成烟酰胺腺嘌呤二核苷酸（NAD）与烟酰胺腺嘌呤二核苷酸磷酸（NADP），而对于烟酰胺来说转变途径与烟酸的途径非常相似。NAD+与NADP+是多种酶促氧化还原反应的辅酶。

## 备注
1. ↑  此物和烟碱（尼古丁）的结构相似性很小，故“烟酰胺”更为准确。有“烟”字仅是因为烟酸原本是通过烟碱用硫酸和铬酸钾氧化降解得到，但这和生物体内部的反应差别很大。为了避免和烟碱扯上关系，美国科学家还特别造词 niacinamide 避开公众联想[4][5]。